# Unterseeboot 250
Le Unterseeboot 250 (ou U-250) est un sous-marin allemand (U-Boot) de type VII.C utilisé par la Kriegsmarine (marine de guerre allemande) pendant la Seconde Guerre mondiale.

## Historique
Mis en service le 12 décembre 1943, l'Unterseeboot 250 reçoit sa formation de base à Kiel en Allemagne au sein de la 5. Unterseebootsflottille jusqu'au 1er juillet 1944, puis l'U-250 intègre sa formation de combat à Danzig en Pologne avec la 8. Unterseebootsflottille.
Pour préparer sa première patrouille, il quitte le port de Kiel sous les ordres du Kapitänleutnant Werner-Karl Schmidt le 15 juillet 1944 pour rejoindre cinq jours plus tard, le 19 juillet 1944 le port de Tallinn. Le 24 juillet 1944, il appareille de Reval pour le port de Grand Hotel au sud d'Hamina, entre les îles de Kalasiika et Nuokko, qu'il atteint le 25 juillet 1944.

Il réalise sa première patrouille, quittant le port de Grand Hotel le 26 juillet 1944 toujours sous les ordres du Kapitänleutnant Werner-Karl Schmidt. Après 56 jours de mer et un succès contre le chasseur de sous-marins M0-105 de la marine soviétique, un navire de guerre de 56 tonnes coulé, l'U-250 est coulé à son tour le 30 juillet 1944 à 19 h 40 dans la Mer Baltique dans le golfe de Finlande à la position géographique de 60° 28′ N, 28° 25′ E par des charges de profondeur lancées du chasseur de sous-marins MO-103. 
46 membres d'équipage meurent dans cette attaque, qui laisse six survivants.
Les plongeurs soviétiques réussirent à remonter des torpilles acoustiques G7es (T5) "Zaunkönig" mais ne partagèrent pas leurs informations avec les Alliés.
Le U-250 est renfloué le 14 septembre 1945 et ramené au port de Kronstadt le 25 septembre. Le 12 avril 1945, le bateau est renommé TS-14, puis déclaré comme une perte totale le 20 août et démoli.

## Affectations successives
- 5. Unterseebootsflottille à Kiel du 12 décembre 1943 au 1er juillet 1944 (entrainement)
- 8. Unterseebootsflottille à Danzig du 1er juillet 1944 au 30 juillet 1944 (service actif)

## Commandement
- Kapitänleutnant Werner-Karl Schmidt du 12 décembre 1943 au 30 juillet 1944

## Patrouilles
|       | Commandant                 | Départ          | Départ      | Arrivée         | Arrivée     | Jours    | Succès |
| ----- | -------------------------- | --------------- | ----------- | --------------- | ----------- | -------- | ------ |
|       | Kptlt. Werner-Karl Schmidt | 15 juillet 1944 | Kiel        | 19 juillet 1944 | Reval       | 5 jours  |        |
|       | Kptlt. Werner-Karl Schmidt | 24 juillet 1944 | Reval       | 25 juillet 1944 | Grand Hotel | 5 jours  |        |
| 1     | Kptlt. Werner-Karl Schmidt | 26 juillet 1944 | Grand Hotel | 30 juillet 1944 | Coulé       | 5 jours  | 56     |
| Total | Total                      | Total           | Total       | Total           | Total       | 12 jours | 56 t   |

Note : Kptlt. = Kapitänleutnant

## Navires coulés
L'Unterseeboot 250 a coulé un navire de guerre de 56 tonnes au cours de l'unique patrouille (12 jours en mer) qu'il effectua.
| Date            | Nom du navire | Nationalité      | Tonnage | Fait  |
| --------------- | ------------- | ---------------- | ------- | ----- |
| 30 juillet 1944 | MO-105        | Union soviétique | 56      | Coulé |

### Source et bibliographie
- (en) Cet article est partiellement ou en totalité issu de l’article de Wikipédia en anglais intitulé « German submarine U-250 » (voir la liste des auteurs).
- Chris Bishop, historien militaire (trad. de l'anglais par Christian Muguet), Les sous-marins de la Kriegsmarine : 1939-1945 : le guide d'identification des sous-marins [« The spellmount submarine identification guide : Kriegsmarine U-boats 1939-1945 »], Paris, Éd. de Lodi, 2008, 192 p. (ISBN 978-2-84690-327-1, OCLC 470721805, BNF 41298980)
- (fr) Jean-Louis Maurette, Les secrets de l'U-250, in 39/45 Magazine no 327, Éditions Heimdal, novembre 2014